# Money in the Bank 2019
Money in the Bank (2019) was een professioneel worstel-pay-per-view (PPV) en WWE Network evenement dat georganiseerd werd door WWE hun Raw, SmackDown en 205 Live brands. Het was de 10e editie van Money in the Bank en vond plaats op 19 mei 2019 in het XL Center in Hartford, Connecticut.

## Matches
| Nr. | Match | Winnaar(s)           | Opmerkingen | Bron  |
| --- | --- | -------------------- | --- | ----- |
| 1p  | The Usos (Jimmy & Jey Uso) vs. Daniel Bryan & Rowan                                                                               | The Usos             | Tag team match. | [ 2 ] |
| 2   | Bayley vs. Carmella vs. Dana Brooke vs. Ember Moon vs. Mandy Rose (met Sonya Deville) vs. Naomi vs. Natalya vs. Nikki Cross       | Bayley               | Money in the Bank ladder match voor een vrouwlijkkampioenschapswedstrijd contract.                                                                   | [ 2 ] |
| 3   | Rey Mysterio vs. Samoa Joe (c) | Rey Mysterio (nc)    | Eén-op-één match voor het WWE U.S. Championship. | [ 2 ] |
| 4   | Shane McMahon vs. The Miz | Shane McMahon        | Steel cage match. McMahon won door uit de kooi te ontsnappen.                                                                                        | [ 2 ] |
| 5   | Tony Nese (c) vs. Ariya Daivari                                                                                                   | Tony Nese            | Eén-op-één match voor het WWE Cruiserweight Championship.                                                                                            | [ 2 ] |
| 6   | Becky Lynch (c) vs. Lacey Evans                                                                                                   | Becky Lynch          | Eén-op-één match voor het WWE Raw Women's Championship. Lynch won door submission.                                                                   | [ 2 ] |
| 7   | Charlotte Flair vs. Becky Lynch (c)                                                                                               | Charlotte Flair (nc) | Eén-op-één match voor het WWE SmackDown Women's Championship.                                                                                        | [ 2 ] |
| 8   | Bayley vs. Charlotte Flair (c) | Bayley (nc)          | Eén-op-één match voor het WWE SmackDown Women's Championship. Bayley cashte haar Money in the Bank contract in die ze eerder die avond had gewonnen. | [ 2 ] |
| 9   | Roman Reigns vs. Elias | Roman Reigns         | Eén-op-één match. | [ 2 ] |
| 10  | Seth Rollins (c) vs. AJ Styles | Seth Rollins         | Eén-op-één match voor het WWE Universal Championship.                                                                                                | [ 2 ] |
| 11  | Kofi Kingston (c) vs. Kevin Owens                                                                                                 | Kofi Kingston        | Eén-op-één match voor het WWE Championship. | [ 2 ] |
| 12  | Brock Lesnar (met Paul Heyman) vs. Ali vs. Andrade vs. Baron Corbin vs. Drew McIntyre vs. Finn Bálor vs. Randy Orton vs. Ricochet | Brock Lesnar         | Money in the Bank ladder match voor een wereldkampioenschapswedstrijd contract.                                                                      | [ 2 ] |